# Потчевашская культура
Потчевашская культура — археологическая культура Западной Сибири (Прииртышье) Железного века. Выделена В. И. Мошинской в нач. 1950-х гг.
Первичная датировка определялась сер. 1-го тыс. до н. э. — 1 в. н. э. Затем была скорректирована на V—VIII вв.
Для культуры характерны укрепленные городища, полуземлянки и курганные могильники. Рядом с поселениями найдены костные останки лошадей. Характерна керамика с округлым или приострённым дном. Обнаружены керамические фигурки коней и лосей.
Найдены орудия бронзолитейного производства. Железные артефакты представлены разнообразными формами наконечников стрел. Защитное вооружение представлено железными пластинками панциря. В одном из погребений обнаружен железный палаш, рукоятка которого украшена золотом.
Сформировалась на основе племен кулайской культуры. Этническая принадлежность дискуссионна: угры или самодийцы. Население относится к монголоидному типу.